# Calamus minahassae
Calamus minahassae är en enhjärtbladig växtart som beskrevs av Otto Warburg och Odoardo Beccari. Calamus minahassae ingår i släktet Calamus och familjen Arecaceae. Inga underarter finns listade i Catalogue of Life.